# Muscolo miloioideo
Il muscolo miloioideo è un muscolo del collo, pari e simmetrico, del gruppo dei muscoli sopraioidei.
Il miloioideo collabora ad elevare l'osso ioide e ad abbassare la mandibola, cooperando nella deglutizione.

## Origine ed inserzione
Posto in profondità rispetto al ventre anteriore del muscolo digastrico, origina dalla superficie interna della mandibola, tra le spine mentali e la linea miloioidea, e si porta in basso per inserirsi sull'osso ioide.
I fasci anteriori, ovvero i fasci di fibre che originano più medialmente dalla mandibola, si uniscono sulla linea mediana con quelli controlaterali a formare il rafe miloioideo.

## Azione
Restringe ed eleva il pavimento della cavità orale, tira in avanti l'osso ioide (durante la deglutizione); contribuisce all'apertura della mandibola e al suo movimento da un lato all'altro (masticazione).

## Innervazione
Il muscolo miloioideo è innervato dal nervo miloioideo.